# Sperone Speroni
Sperone Speroni (Padova, 12 aprile 1500 – Padova, 2 giugno 1588) è stato uno scrittore e filosofo italiano.
Sperone Speroni, esponente estremo del classicismo padovano cinquecentesco, scrisse la tragedia Canace secondo i dettami della Poetica di Aristotele. L’opera fu letta presso la patavina Accademia degli Infiammati nel 1542.

## Biografia

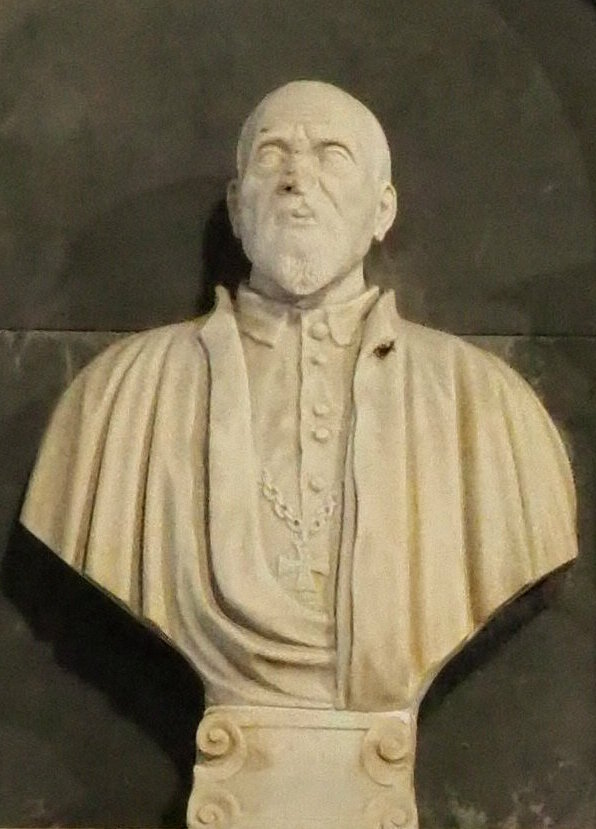
Palazzo della Ragione (Padova), salone, monumento a Sperone Speroni, dettaglio del busto.

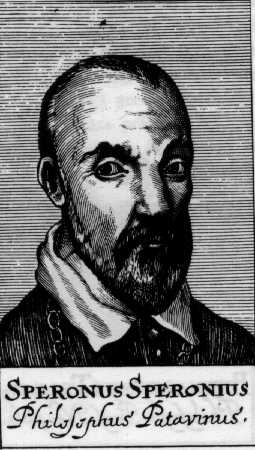
Sperone Speroni

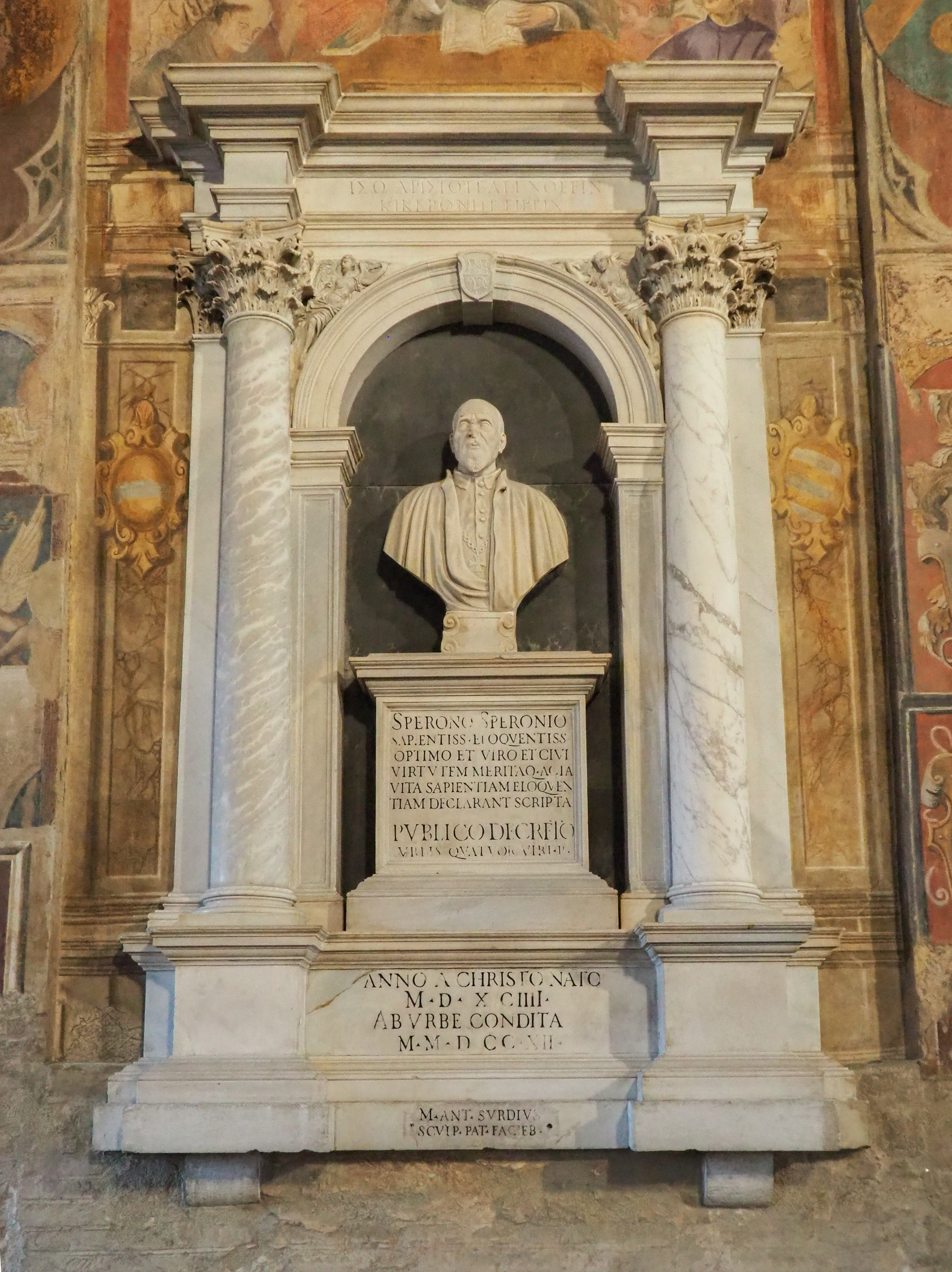
Palazzo della Ragione (Padova), salone, monumento a Sperone Speroni

Nacque nell'antica famiglia padovana Speroni degli Alvarotti nell'antico palazzo di famiglia in contrà Sant'Anna. Il padre Bernardino fu archiatra di papa Leone X, la madre Lucia era esponente dei Contarini. Bambino prodigio negli studi, divenne professore di logica dell'Università di Padova a soli diciotto anni. Dopo pochi anni di insegnamento però decise di approfondire gli studi a Bologna, dal famoso filosofo aristotelico Pietro Pomponazzi. Alla morte di costui, nel 1525, tornò a Padova dove insegnò per altri tre anni, fino al decesso del padre; dopo di ciò dovette occuparsi attivamente della sua famiglia.
A questo periodo risale la composizione dei dialoghi che verranno pubblicati dall'amico Daniele Barbaro nel 1542, con il titolo di Dialogi: sono il Dialogo d'amore, quello Della dignità delle donne, quello Del tempo di partorire delle donne e quello Della cura famigliare, i due dialoghi lucianei Della usura e Della discordia, seguiti da quello Delle lingue e da quello Della retorica, e infine quello Delle laudi del Catajo, villa della S. Beatrice Pia degli Obici e quello Intitolato Panico e Bichi. Questi dialoghi sono le opere più note di Speroni, nonostante siano stati pubblicati a sua insaputa e non siano mai stati riconosciuti, e hanno avuto decine di ristampe nel corso del Cinquecento.
A questo periodo risale anche la composizione del Dialogo della vita attiva e contemplativa, che non venne però inserito nei Dialogi del '42, per motivi tuttora sconosciuti.
Membro dell'Accademia degli Infiammati e amico di Torquato Tasso si occupò della revisione della Gerusalemme liberata. Fu autore della Canace, pubblicata a Venezia nel 1546, tragedia che darà seguito a un'accesa polemica tra l'autore e Giambattista Giraldi Cinzio.
In seguito intervenne anche nella polemica tra lo stesso Giraldi Cinzio e Giovan Battista Pigna a proposito dell'Orlando furioso e del romanzo come genere letterario. Nel 1560 si trasferì a Roma dove divenne amico di Annibal Caro. Tornato a Padova compose i Discorsi Su Dante, Sull'Eneide, Sull'Orlando furioso e il Dialogo della istoria.
I dialoghi scritti da Sperone Speroni toccano i più svariati argomenti: morali, comportamentali, retorico-letterari e linguistici. Nel Dialogo delle lingue, ad esempio, vengono esposte le più diverse teorie sull’argomento, senza che l’autore intervenga a far capire il suo pensiero. 
Fu fautore di un classicismo ancor più estremo di quello del vicentino Giangiorgio Trissino, cui rimproverava di aver tratto dalla storia e non dalla mitologia il soggetto della sua Sofonisba. Conformemente all'uso greco e, naturalmente, nel pieno rispetto delle unità aristoteliche, si ispirò alle Heroides ovidiane per la Canace.
Morì all'età di 88 anni. Fu sepolto nella Cattedrale di Padova negli avelli degli Alvarotti. Nell'andito della porta settentrionale gli venne in seguito eretto un monumento ad opera di Girolamo Campagna.